# Querit

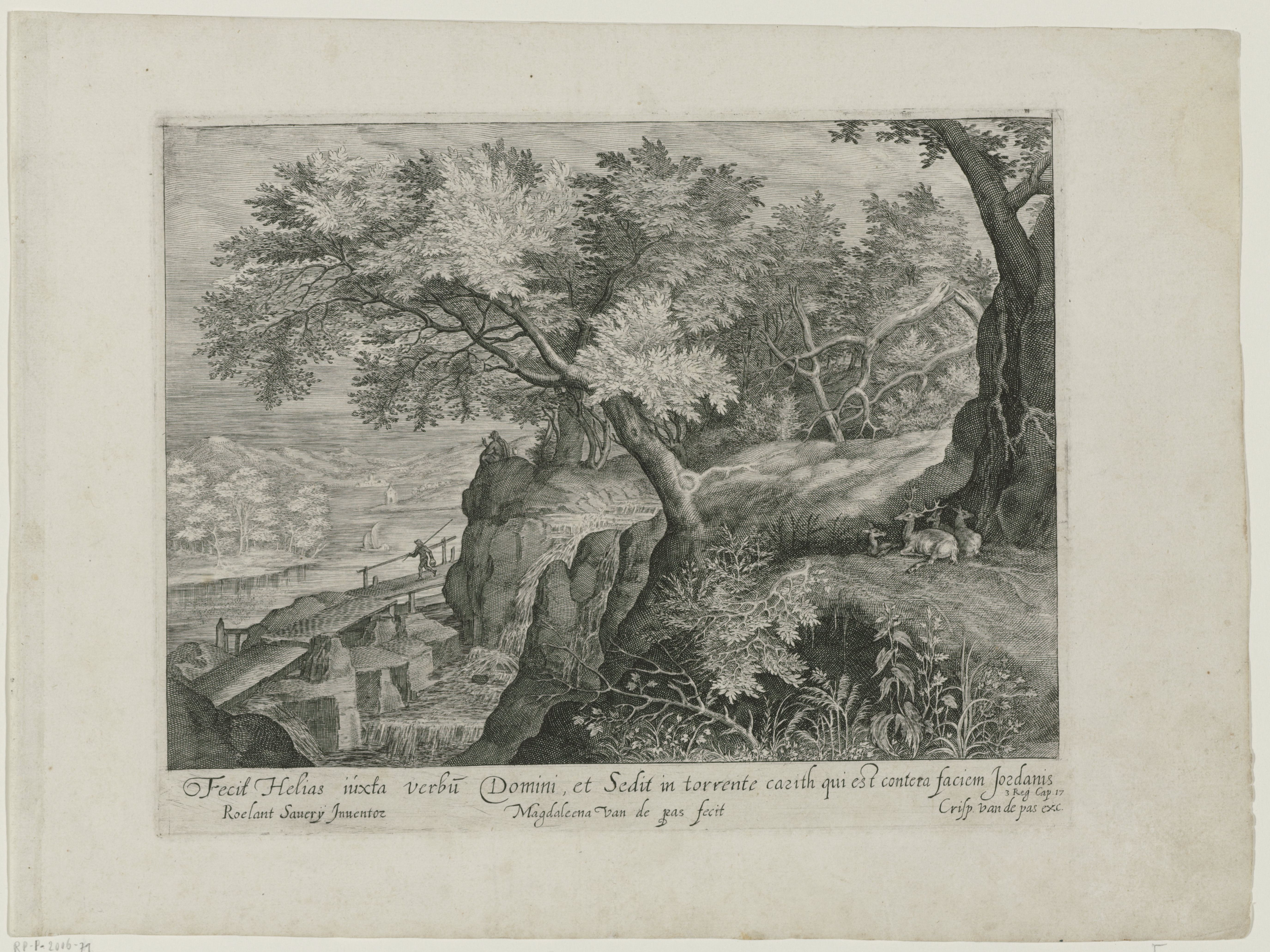
Título(s) de identificación: Elías descansa sobre una roca junto al arroyo Kerit. Paisajes con escenas de la historia de Elías (título de la serie)Tipo de objeto: impreso Número de serie: 1/4Número de objeto: RP-P-2006-79Referencia del catálogo: Franken 1274. Hollstein Dutch 18Inscripciones / Marcas: marca de coleccionista, verso abajo, estampada: Marca de coleccionista de Lugt 2228, reverso abajo, estampado: Lugt 2760 Descripción: Paisaje forestal con Elías descansando sobre una roca junto al arroyo Querit, al otro lado del Jordán, donde fue a vivir durante una larga sequía. Al margen una cita bíblica de 1 Reyes. 17 en latín.FabricaciónFabricante: impresor: Magdalena van de Passe (mencionado en la película), según un diseño de: Roelant Savery (mencionado en la película), editor: Crispijn van de Passe (I) (mencionado en la película)Lugar de fabricación: UtrechtCitas : 1617 - 1634Características físicas: GrabadoMaterial: Papel Técnica: Grabado (proceso de impresión)Dimensiones: borde de la placa: alto 207 mm × ancho 262 mmAsuntoQué: Elías en el arroyo de Querit (1 Reyes 17:1-6), bosque, maderaAdquisición y derechosLínea de crédito: Compra del F.G. Waller FundAdquisición: compra 2006Copyright: Dominio público

Querit, Chorat, Kerith ( en hebreo: נַחַל כְּרִית‎ Naḥal Kərīṯ ), o a veces Cherith ( /ˈkɔrɑːθ/ ; del en griego: Χειμάῤῥους Χοῤῥάθ de la Septuaginta cheimárrhous Chorrháth ), es el nombre de un arroyo, o arroyo estacional intermitente  mencionado en la Biblia hebrea.         El profeta Elías se escondió a orillas del arroyo de Querit y fue alimentado por cuervos durante la primera parte de los tres años de sequía que anunció al rey Acab ( 1 Kings 17:3 ).

## Etimología y toponimia
Querit es la ortografía común en castellano del nombre hebreo כְּרִית "Kərīṯ", que proviene de la raíz hebrea כרת (kh*r*t), que significa cortar o talar .   El nombre también significa grabar o tallar, un corte, una separación, un desfiladero, un lecho de torrente o un arroyo de invierno.
Chorat es el nombre utilizado en la traducción griega de la Torá o Pentateuco del siglo III a. C., conocida como la Septuaginta.
El Querit es denominado un nahal en hebreo (נחל, naḥal ), lo que vendría a ser una corriente estacional a menudo.

## Identificación

### Arroyo Yabis
Generalmente se identifica al arroyo Querit con el Yabis, un arroyo en el oeste de Jordania, que desemboca en el río Jordán en un lugar opuesto a Beit She'an y ligeramente al sur de él.  Los viajeros lo han descrito como uno de los barrancos más salvajes del Creciente Fértil, y particularmente apto para ofrecer un asilo seguro a los perseguidos. Durante el verano, el arroyo está muy seco.  En sus orillas crecen olivos y acoge una gran variedad de vida silvestre, como antílopes, hiracoideas y garcetas . 
Según el tratado de paz de 1994 entre Israel y Jordania, Israel puede mantener su uso de las aguas del río Jordán entre Yarmouk y el arroyo de Yabis.  

### Arroyo Kelt
Alternativamente, algunos han identificado el arroyo de Querit con el arroyo Kelt en el Monasterio de San Jorge .  Si se traduce 1 Reyes 17:3 como "arroyo de Querit, que está al este del Jordán", esta identificación estaría en contradicción con la Biblia, ya que el arroyo Kelt está al oeste de él. La versión King James afirma que Elías debería "girar hacia el este" (desde Samaria ); por lo tanto, el arroyo podría estar en cualquier lugar al este de Samaria (actualmente Sebastia), a ambos lados del río Jordán.  Algunas traducciones (es decir, la Biblia judía ortodoxa:  ) permiten tal interpretación, al afirmar que Chorat está simplemente "cerca del Yarden" (siendo Yarden el nombre hebreo del río Jordán).

### Arroyo Fusail
Conder y Kitchener señalaron, mientras escribían sobre Qaryut, que "[e]ste lugar, al estar en la cabecera del arroyo Fusail, parece haber dado lugar a la identificación medieval de ese valle como el arroyo Cherith (mencionado por Marino Sanuto en 1321). ".  Sanuto comentó que la corriente se extendía hasta Phasaelis, que lleva el nombre del príncipe Phasael, hermano del rey Herodes .  Esta identificación contradiría nuevamente la traducción más común de 1 Reyes 17:3 (ver comentario arriba en "arroyo Kelt"), ya que el arroyo Fusail con el Qaryut moderno y el antiguo Phasaelis se encuentran al oeste, no al este del Jordán.

## Otros usos del nombre
El nombre también es un apellido judío mizrají, específicamente entre los judíos de extracción yemenita. Descienden de la tribu de Bnei Jorat, que es de origen qahtanita y que en otro tiempo fue una de las tribus más importantes de la ciudad de Najran.